# Allophylus mayimbensis
Allophylus mayimbensis är en kinesträdsväxtart som beskrevs av François Pellegrin. Allophylus mayimbensis ingår i släktet Allophylus och familjen kinesträdsväxter. Inga underarter finns listade i Catalogue of Life.